# Kevin Moderer
Kevin Moderer (* 8. Februar 1990 in Graz) ist ein ehemaliger österreichischer Eishockeyspieler, der zuletzt beim EC VSV in der Österreichischen Eishockey-Liga unter Vertrag stand.

## Karriere
Kevin Moderer begann seine Eishockey-Karriere in der Jugend der Graz 99ers. Nach zwei Jahren in Übersee bei der U18 der Dallas Stars und den Minden Riverkings, kehrte er 2008 nach Graz zurück und spielte bis zur Saison 2014/15 bei seinem Heimatklub. Nach seiner punktbesten Saison – 6 Tore und 9 Assists – wechselte er zu den Black Wings Linz und spielte dort bis zur Saison 2017/18, bevor er zur Saison 2018/19 zu seinem Heimatklub Graz 99ers zurück wechselte.
Im Mai 2021 wurde Moderer zusammen mit Philipp Lindner vom EC VSV verpflichtet. Kurz nach Jahresanfang 2023 gab Kevin Moderer mitten in der Saison seinen Rücktritt aus familiären Gründen bekannt.

## Karrierestatistik
(Legende zur Spielerstatistik: Sp oder GP = absolvierte Spiele; T oder G = erzielte Tore; V oder A = erzielte Assists; Pkt oder Pts = erzielte Scorerpunkte; SM oder PIM = erhaltene Strafminuten; +/− = Plus/Minus-Bilanz; PP = erzielte Überzahltore; SH = erzielte Unterzahltore; GW = erzielte Siegtore; 1 Play-downs/Relegation; Kursiv: Statistik nicht vollständig)